# Lakeside Park (låt)
Lakeside Park är en låt av det kanadensiska bandet Rush. Låten släpptes som singel och återfinns på albumet Caress of Steel, utgivet den 24 september 1975. Låtens musik komponerades av basisten Geddy Lee och gitarristen Alex Lifeson, medan texten skrevs av trummisen Neil Peart. 
Rush spelade låten totalt 228 gånger innan de slutade. Sedan de spelat låten 1978 tog det 37 år innan de återigen spelade den, år 2015.

## Medverkande
- Geddy Lee – elbas, sång
- Alex Lifeson – gitarr
- Neil Peart – trummor, slagverk